# 或る列車
或る列車（あるれっしゃ）は、九州旅客鉄道（JR九州）が運行する団体専用の観光列車である。「D&S列車」第10弾として、2015年8月8日より運行されている。

## 概要
明治時代末期に九州鉄道がアメリカ合衆国のJ.G.ブリル社より輸入した豪華客車のイメージを持たせて設計された車両を使用し、車内で軽食やスイーツのコース料理を提供しながら約2時間半前後をかけて運行する列車である。
2015年（平成27年）8月8日に運行を開始した。
「大分コース」、「長崎コース」、「ハウステンボスコース」、「佐賀～長崎～佐世保コース」の4種類があり、時期により、1つのコースが運転される。
※「長崎コース」は2021年をもって廃止され現在は「博多-湯布院」のみ運行している
車両は世界的に著名な鉄道模型愛好家の原信太郎が製作した模型をベースに、原の次男で原鉄道模型博物館副館長である原健人の監修のもと、水戸岡鋭治がデザイン・設計を行った。
車内では東京・南青山のレストラン「NARISAWA」のオーナーシェフ・成澤由浩が監修したレシピによる九州の食材を使用したスイーツや軽食を楽しめる。

### 列車名の由来
列車名の「或る列車」は、この車両のコンセプトの基となった豪華客車に対して当時の鉄道趣味者が付けた呼び名である。また、キーワードの“ARU”には
- A - AMAZING（「素晴らしい」九州の魅力を広く紹介）
- R - ROYAL（「豪華な」デザイン、「素晴らしい」スイーツコース）
- U - UNIVERSAL（「世界中の」「皆さま」に愛される列車を目指して）

の意味が込められている。

## 運行開始までの経緯

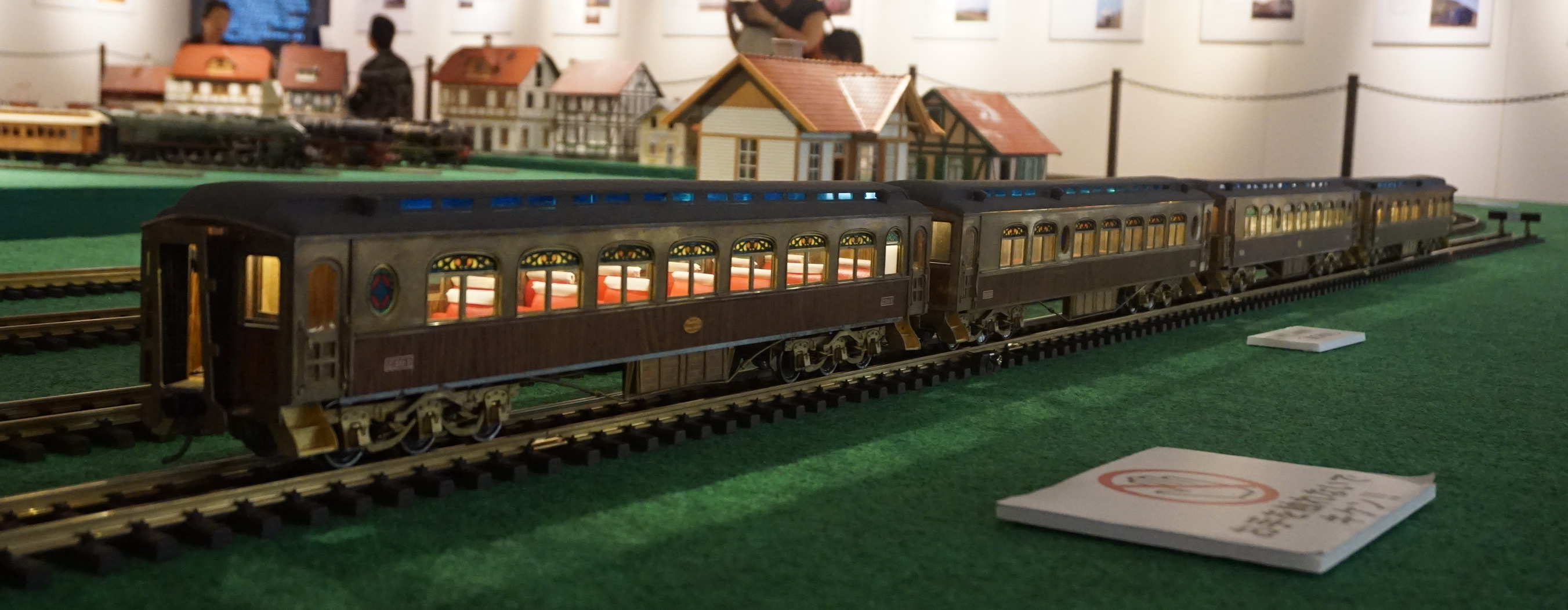
原信太郎が制作した「或る列車」の模型

JR九州は、「ななつ星 in 九州」に続く観光列車として「スイーツ」列車の運行を計画していた。当初は「ななつ星よりも気軽に乗れる列車」をコンセプトに計画していたが、2013年10月にななつ星が運行開始すると好評を博し、「乗れない」「乗りたい」といった声が多く寄せられたため、当初のコンセプトは変更された。その後、2014年（平成26年）8月にJR九州が“或る列車”をモチーフとした列車を走らせる計画を発表し、2015年2月には列車名を『JRKYUSHU SWEET TRAIN「或る列車」』にすると発表された。
専用車は2015年7月18日に報道関係者向けに公開され、同日小倉総合車両センターから出場した。
明治時代の「或る列車」は木造車体で、製造当時、青もしくは黄緑色に塗られていたと伝えられているが、正確な塗装は不明である。原信太郎は職人に或る列車の模型（ブラスモデル）を製作させた際、塗装を施させなかった。このため原の模型は真鍮素材の地による金色を呈している。JR九州では原鉄道模型博物館とのタイアップという経緯から、実車ではなく、車体色は模型に寄せた金色がベースとなっている。

## 運転区間

### 定期コース
概ね金・土・日曜日を中心に運行され、時期により大分駅 - 日田駅間の「大分コース」が運行される時期と、佐世保駅 - 長崎駅間の「長崎コース」が運行される時期がある。大分コースは午前便が大分発日田行きで午後便が日田発大分行き、長崎コースは午前便が佐世保発長崎行きで午後便が長崎発佐世保行きで運行される。長崎コースは往復とも旧線（長与支線）経由での運行。列車交換可能な特急停車駅等で運転停車を行うが、途中乗車下車は不可。
JR九州および大手旅行会社が主催する旅行商品（パッケージツアー）としてのみの販売となるため、団体専用列車となる。また、ツアー参加者は10歳以上に限定される。
2020年3月14日のダイヤ改正に併せて、定期コースの新コースが2本設定され、臨時コースとして運行された実績のある「ハウステンボス～博多コース」、「長崎コース」の午前中を佐賀→長崎間（長崎本線経由）に変更した「佐賀～長崎～佐世保コース」が追加された。
| コース名                       | 実施ルート                                                                           | 運転区間                                                | 備考                                |
| ------------------------------ | ------------------------------------------------------------------------------------ | ------------------------------------------------------- | ----------------------------------- |
| 「大分コース」                 | 久大本線を往復                                                                       | 午前：大分 → 日田 午後：日田 → 大分                     | 第1回の営業運転を大分ルートで実施。 |
| 「長崎コース」                 | 佐世保線・大村線・長崎本線（長与支線）を往復                                         | 午前：佐世保 → 長崎 午後：長崎 → 佐世保                 |                                     |
| 「ハウステンボス～博多ルート」 | 鹿児島本線・長崎本線・佐世保線・大村線 特急「ハウステンボス」と同一区間を往復        | 午前：ハウステンボス → 博多 午後：博多 → ハウステンボス | 臨時コース時代については後述。      |
| 「佐賀～長崎～佐世保コース」   | 午前：長崎本線 → 長崎本線（長与支線） 午後：長崎本線（長与支線） → 大村線 → 佐世保線 | 午前：佐賀 → 長崎 午後：長崎 → 佐世保                   | 定期コースで非往復ルートは初。      |
| 「由布院コース」               | 鹿児島本線・久大本線を往復                                                           | 午前：博多 → 由布院 午後：由布院 → 博多                 |                                     |

### 特別企画による臨時コース
「特別企画」の列車として、「大分コース」・「長崎コース」・「由布院コース」以外に走行を行った例（予定を含む）を以下に紹介する。
| コース名                              | 実施期間                           | 実施ルート                                                                  | 備考                                                                  |
| ------------------------------------- | ---------------------------------- | --------------------------------------------------------------------------- | --------------------------------------------------------------------- |
| 「佐賀コース」                        | 2016年11月23日・2017年11月23日など | 佐世保線・長崎本線・唐津線を往復 （佐世保 - 肥前山口 - 佐賀 - 唐津 間）     | 大分県・長崎県以外で初の他県 （佐賀県）で営業運転を行った。           |
| 「阿蘇コース」                        | 2017年7月19日・8月23日・9月20日    | 豊肥本線を往復（大分 - 阿蘇 間）                                            | 熊本県内では初。                                                      |
| 「つながるプロジェクト」              | 2018年7月22日                      | 大分ルートの復路を筑後吉井始発に変更 大分 → 日田間、筑後吉井 → 大分間       | 久大本線全線運転再開に伴う企画。 日田以西および福岡県で初の営業運転。 |
| 「佐伯コース」                        | 2018年11月14日                     | 日豊本線を往復（大分 - 佐伯間）                                             | 日豊本線では初の営業運転。                                            |
| 「門司港コース」                      | 2019年6月7日・6月21日              | 日豊本線・鹿児島本線を往復 （大分 - 門司港間）                              | 営業運転での鹿児島本線乗り入れは初。                                  |
| 「ハウステンボスコース」              | 2019年10月18日など                 | 特急「ハウステンボス」と同一区間を往復運転 （博多 - 早岐 - ハウステンボス） | 営業運転での博多駅乗り入れは初。                                      |
| 「門司港駅グランドオープン1周年記念」 | 2020年3月7日                       | 鹿児島本線を往復 （博多 - 門司港間）                                        | 門司港駅「みかど食堂 by NARISAWA」とのコラボ企画。                    |

## 車両
四国旅客鉄道（JR四国）で2011年4月に廃車となったキハ47形気動車のキハ47 176・1505を譲り受け小倉総合車両センターで改造した2両編成で、新形式のキロシ47形となっている。デビュー当初は大分車両センター所属であったが、2017年3月3日付で佐世保車両センターに転属した。
改造に合わせて機関設備も更新され、形式番号はキハ47 176 → キロシ47-9176、キハ47 1505 → キロシ47-3505に改番された。1号車がキロシ47-9176、2号車がキロシ47-3505となっている。なお「キロシ」は日本国有鉄道（国鉄）時代を通じても初の形式記号である。この項では外装・内装について解説を行う。走行機関設備の改造等についてはキロシ47形を参照されたい。改造費用は2両計で約6億円で、社長の青柳俊彦は「ななつ星とほぼ同じ」と、水戸岡は「ちょっとお金を使いすぎてしまった」と発言している。

### 外観
車体外部塗装は2両ともほぼ同一で、金色と黒の2色に唐草模様をあしらった塗装である。前面は前照灯が増設されるとともに、貫通扉の窓が丸窓となっている。前面下部の唐草模様の部分は塗装ではなく、真鍮板とステンレス板を加工して取り付けている。側面は座席部分の窓が固定窓化され、窓の上部には豪華客車の飾り窓を模したアーチ形の飾りが付けられており、座席部分以外の窓や戸袋窓は埋められている。また、キロシ47-9176は後位側の側扉が、キロシ47-3505は前位側の側扉がそれぞれ埋められ、いずれも乗降扉は側面に1か所のみとなった。乗降扉は従来の両開き扉のままであるが、乗降扉の窓はステンドグラスに取り替えられている。車番表記には「47DC9176(3505)」というプレートが側面に掲げられているほか、別に、側面下部に目立たないように「キロシ47-9176（3505）」と書かれている。なお、JR九州で水戸岡がデザインした車両でみられる、文字や数字を四角で囲むレタリングはされていない。また、所属表記は連結部妻面に表記されている。

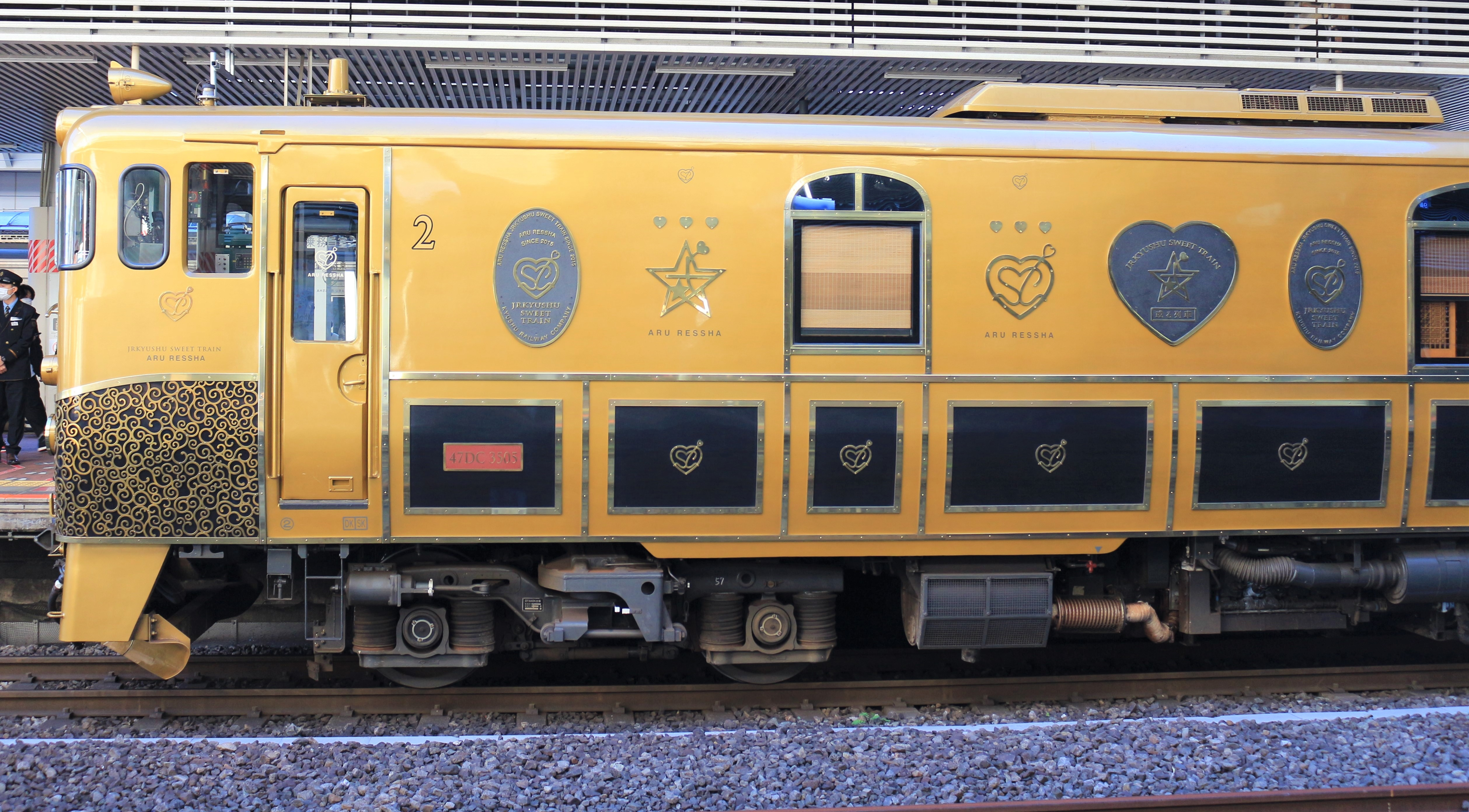
側扉が埋められた部分
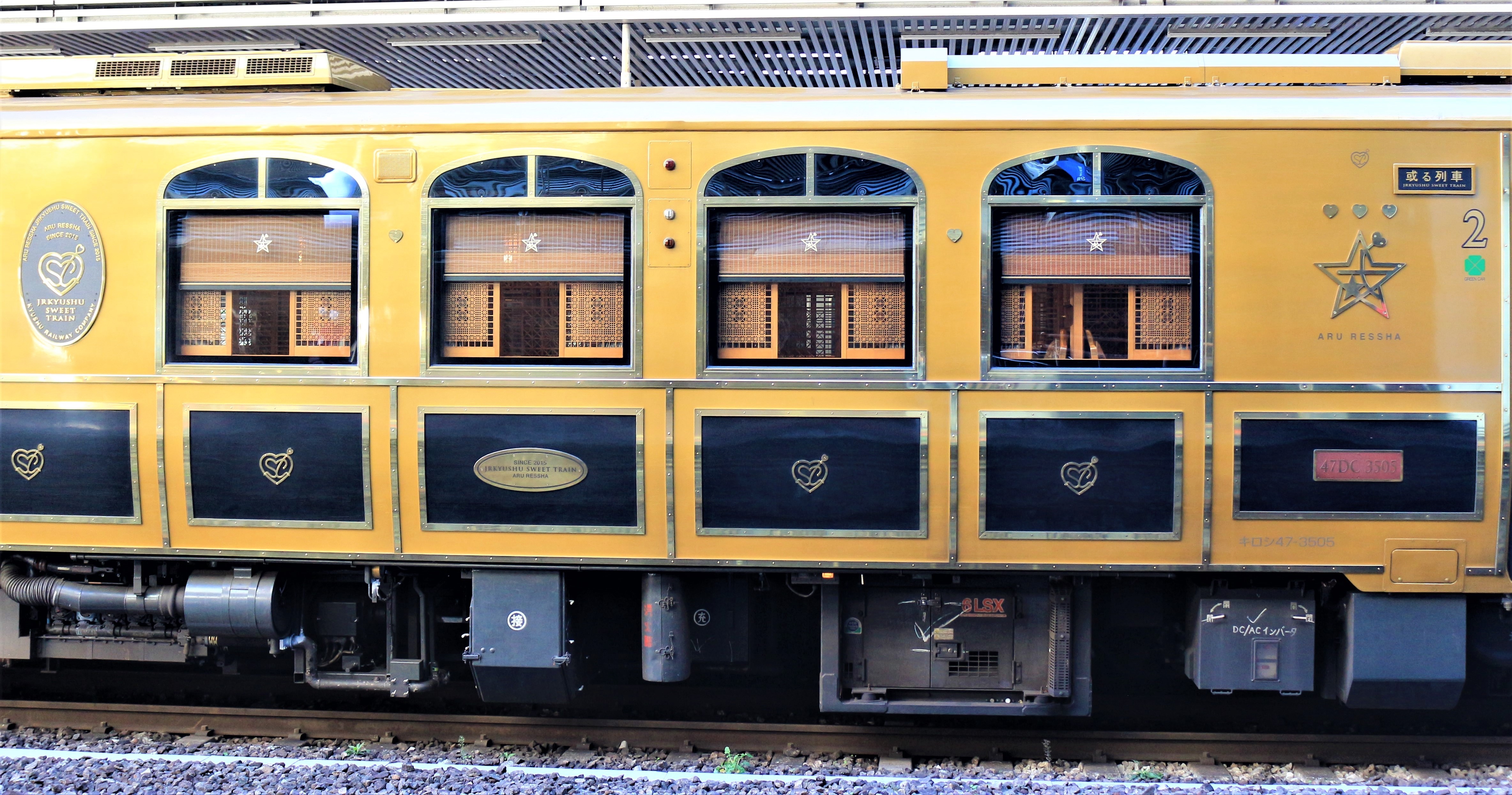
アーチ形の飾りがついた窓

### 内装
車内は2両で別々の構造となっており、どちらも壁や床・天井には木材が使用されている。
1号車のキロシ47-9176はテーブル席となっており、2名用テーブルを5席、4名用テーブルを3席設置し、前位側にクローゼットと冷蔵庫、後位側に厨房を備えている。デザイナーの水戸岡鋭治によると、フランスのベルサイユ宮殿をイメージした、としている。また、「明るくロマンチック」をコンセプトにしている。壁材はサンフット材とメープル材、天井は77系でも用いられている格天井となっており白漆喰が使われている。
2号車のキロシ47-3505は雪見障子による仕切りを設けた個室席となっており、水戸岡は「2号車は神社仏閣、外装は馬車などをイメージした。」「大人の雰囲気で、和のテイストもふんだんに使っている」と説明している2名用個室を8室設置するほか、後位側に厨房を、前位側に車椅子対応座席と便所・洗面所（車椅子対応のものと一般用の2つ）を設置している。壁にはサンフット材とウォールナット材が、廊下にはウォールナット材が使用されている。個室内の床はカーペット敷きとなっている。また、個室間の仕切りには福岡県の特産工芸品である大川組子が用いられている。車内に敷かれているカーペットや飾られている絵のデザインも水戸岡が担当している。また、ハートマークを多数盛り込んでいる。
なお改造前はキハ47 176が便所付きでキハ47 1505が便所なしであったが、改造によりキロシ47-3505に洋式便所・洗面所を新設し、キロシ47-9176の便所は撤去された。